# Bob Kirsh
Bob Kirsh (Bristol (Pennsylvania), 26 september 1962), geboren als Robert Kirsh, is een Amerikaans acteur, filmproducent en scenarioschrijver.

## Biografie
Kirsh begon in 1983 met acteren in de film Eddie and the Cruisers. Hierna heeft hij nog enkele rollen gespeeld in'films en televisieseries zoals Law & Order (1993), Beverly Hills, 90210 (1998) en Providence (1999). Naast het acteren voor televisie is hij ook actief in het theater, in 1995 heeft hij eenmaal op Broadway opgetreden in de musical Company als understudy voor de rol van Peter en Peter.

## Filmografie

### Acteur

#### Films
Uitgezonderd korte films.
- 2001 Time Lapse – als rechercheur
- 2000 Hanging Up – als vertegenwoordiger van bibliotheek
- 1998 A Wing and a Prayer – als vertegenwoordiger van de Union Party
- 1983 Eddie and the Cruisers – als student

#### Televisieseries
Uitgezonderd eenmalige gastrollen.
- 1999 Providence – als ober – 2 afl.

### Scenarioschrijver

#### Films
- 2003 Ultimate Holidaytown USA
- 1999 Peep Show

#### Televisieseries
- 2005 – 2007 Queer Eye for the Straight Guy – 13 afl.
- 2006 – 2007 The Big Gay Sketch Show – 7 afl.

### Filmproducent

#### Films
- 2003 Ultimate Holidaytown USA

#### Televisieseries
- 2019 A Very Brady Renovation - 6 afl.
- 2018 The Great American Read - 7 afl.
- 2017 Grown Up Smack Down ? afl.
- 2014 Midnight Feast - ? afl.
- 2013 Restaurant Divided - 6 afl.
- 2011 - 2013 HGTV Design Star - 17 afl.
- 2010 – 2011 Worst Cooks in America – 14 afl.
- 2009 Bank of Mom and Dad – 10 afl.
- 2007 – 2008 The Next Food Network Star – 29 afl.
- 2004 How Clean is Your House - ? afl.
- 2004 Forever Eden - ? afl.
- 2003 Date Patrol - ? afl.
- 2001 Shipmates - ? afl.